# باب رافلسون
باب رافلسون (انگلیسی: Bob Rafelson؛ زادهٔ ۲۱ فوریهٔ ۱۹۳۳) کارگردان، فیلم‌نامه‌نویس و تهیه‌کننده اهل ایالات متحده آمریکا بود. وی از سال ۱۹۵۹ میلادی تا ٢٠٢٢ مشغول فعالیت بود.
وی کارگردان فیلم‌هایی مثل پستچی همیشه دو بار زنگ می‌زند (۱۹۸۱)، عمل بد (۲۰۰۲)، و بیوه سیاه (۱۹۸۷) بوده است.
وی در ٢٣ ژوئیهٔ ٢٠٢٢ درگذشت. 